# Anbaran
Anbaran (pers. عنبران) – miasto w Iranie, w ostanie Ardabil. W 2016 roku liczyło 5757 mieszkańców.